# Hrabstwo Fairfax

Piramida wieku hrabstwa

Hrabstwo Fairfax – hrabstwo w USA, w stanie Wirginia. Siedzibą władz hrabstwa jest Fairfax. Zostało założone przez Thomasa Fairfax'a, 19 czerwca 1742. Politycznie reprezentowane w izbie reprezentantów przez okręg 8, 10 i 11.   

## Geografia
Według spisu hrabstwo zajmuje powierzchnię 1053 km², z czego 1023 km² stanowią lądy, a 30 km² – wody.
| CDP | CDP | CDP | CDP |
| --- | --- | --- | --- |
| - Annandale - Bailey's Crossroads - Belle Haven - Burke - Burke Centre - Centreville - Chantilly - Crosspointe - Dranesville - Dunn Loring - Fair Lakes - Fair Oaks - Fairfax Station - Floris - Fort Belvoir | - Fort Hunt - Franconia - Franklin Farm - George Mason - Great Falls - Greenbriar - Groveton - Hayfield - Huntington - Hybla Valley - Idylwood - Kings Park - Kings Park West - Kingstowne - Lake Barcroft | - Laurel Hill - Lincolnia - Long Branch - Lorton - Mantua - Mason Neck - McLean - McNair - Merrifield - Mount Vernon - Newington - Newington Forest - North Springfield - Oakton | - Pimmit Hills - Ravensworth - Reston - Rose Hill - Seven Corners - South Run - Springfield - Tysons Corner - Wakefield - West Falls Church - West Springfield - Wolf Trap - Woodburn - Woodlawn |